# دهستان بنادکوک
بنادکوک، دهستانی از توابع بخش نیر شهرستان تفت در استان یزد ایران است.

## جمعیت
براساس سرشماری سال ۱۳۸۵ جمعیت آن ۲٬۰۱۰ نفر (۶۷۴ خانوار) بوده‌است.